# Wuzhong (Suzhou)
Wuzhong (chinesisch 吴中区, Pinyin Wúzhōng Qū) ist ein chinesischer Stadtbezirk im Osten der Volksrepublik China. Er gehört zum Verwaltungsgebiet der bezirksfreien Stadt Suzhou in der Provinz Jiangsu. Er hat eine Fläche von 742 km² und zählt 1.388.972 Einwohner (Stand: Zensus 2020). Regierungssitz ist das Straßenviertel Changqiao (长桥街道).

## Administrative Gliederung
Auf Gemeindeebene setzt sich der Stadtbezirk aus acht Straßenvierteln und sieben Großgemeinden zusammen. 
Diese sind:
Straßenviertel
| - Suyuan (苏苑街道) - Changqiao (长桥街道) - Longxi (龙西街道) - Chengnan (城南街道) | - Yuexi (越溪街道) - Hengjing (横泾街道) - Guoxiang (郭巷街道) - Xiangshan (香山街道) |

Großgemeinden
| - Luzhi (甪直镇) - Guangfu (光福镇) - Linhu (临湖镇) - Mudu (木渎镇) | - Jinting (金庭镇) - Dongshan (东山镇) - Xukou (胥口镇) |